# Eulithidium bellum
Eulithidium bellum is een slakkensoort uit de familie van de Phasianellidae. De wetenschappelijke naam van de soort is voor het eerst geldig gepubliceerd in 1937 door M. Smith.